# Громадські сади Індро Монтанеллі
45°28′27.18″ пн. ш. 9°11′59.14″ сх. д. / 45.4742167° пн. ш. 9.1997611° сх. д.

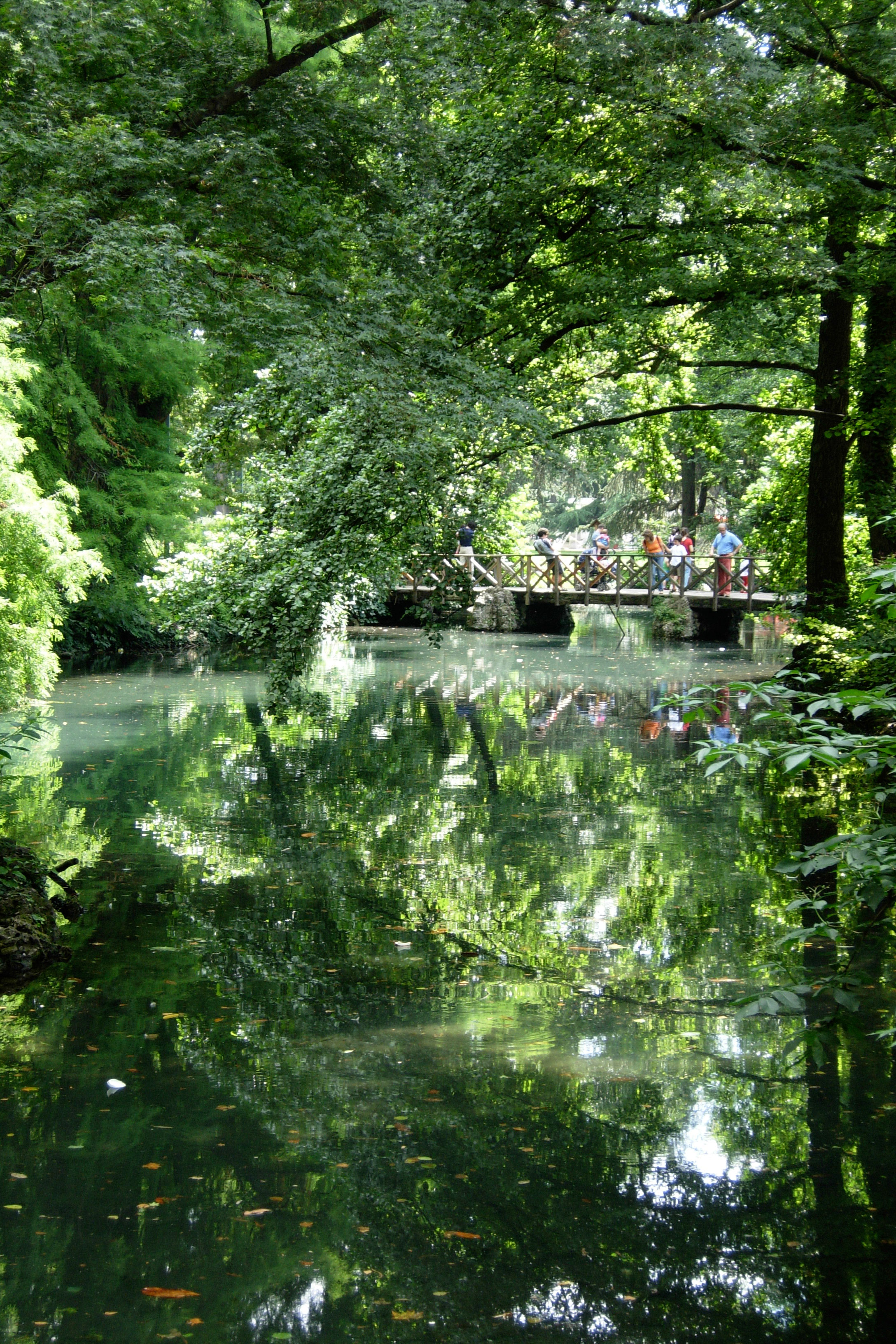
Парк Індро Монтанеллі

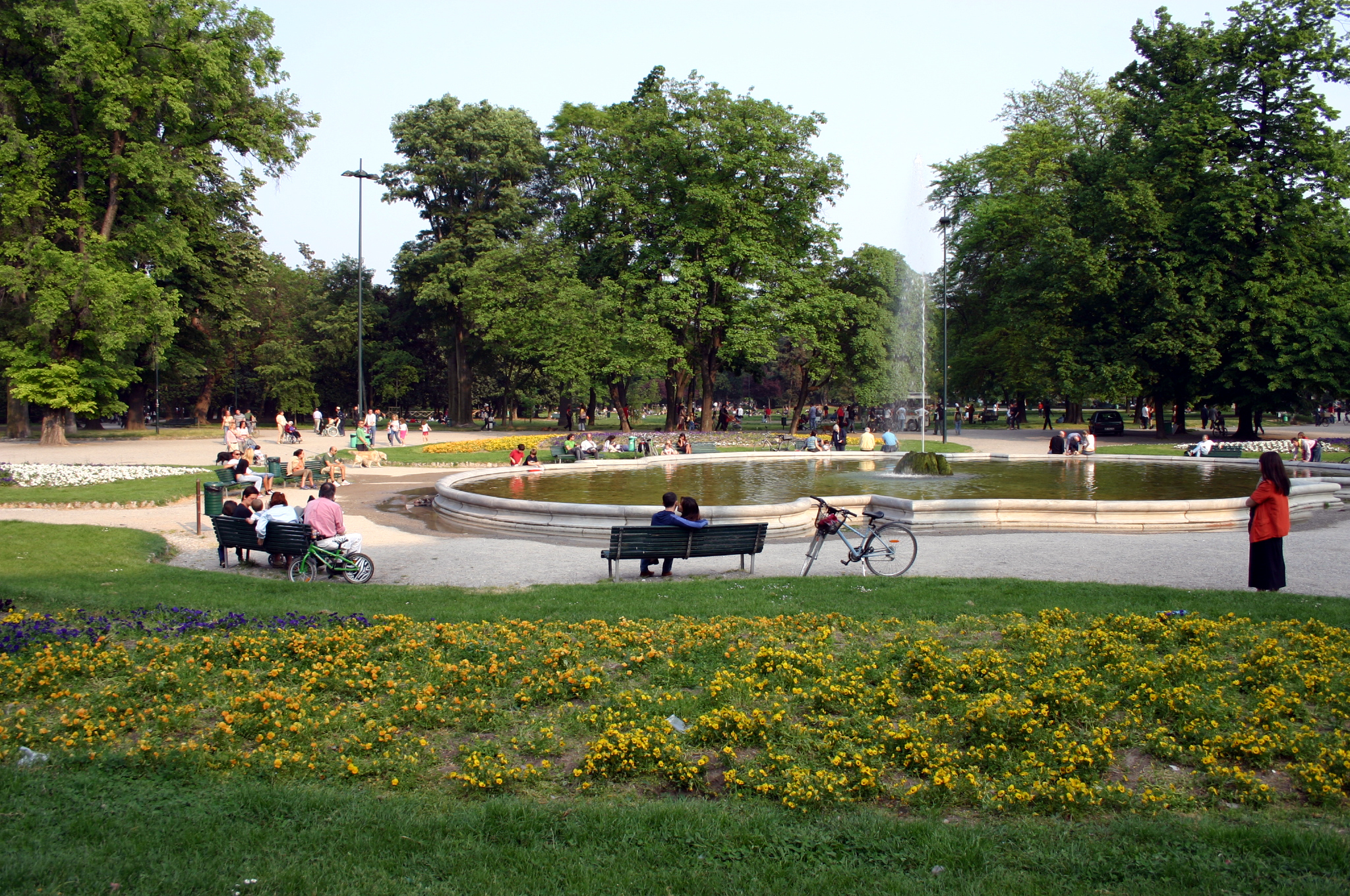

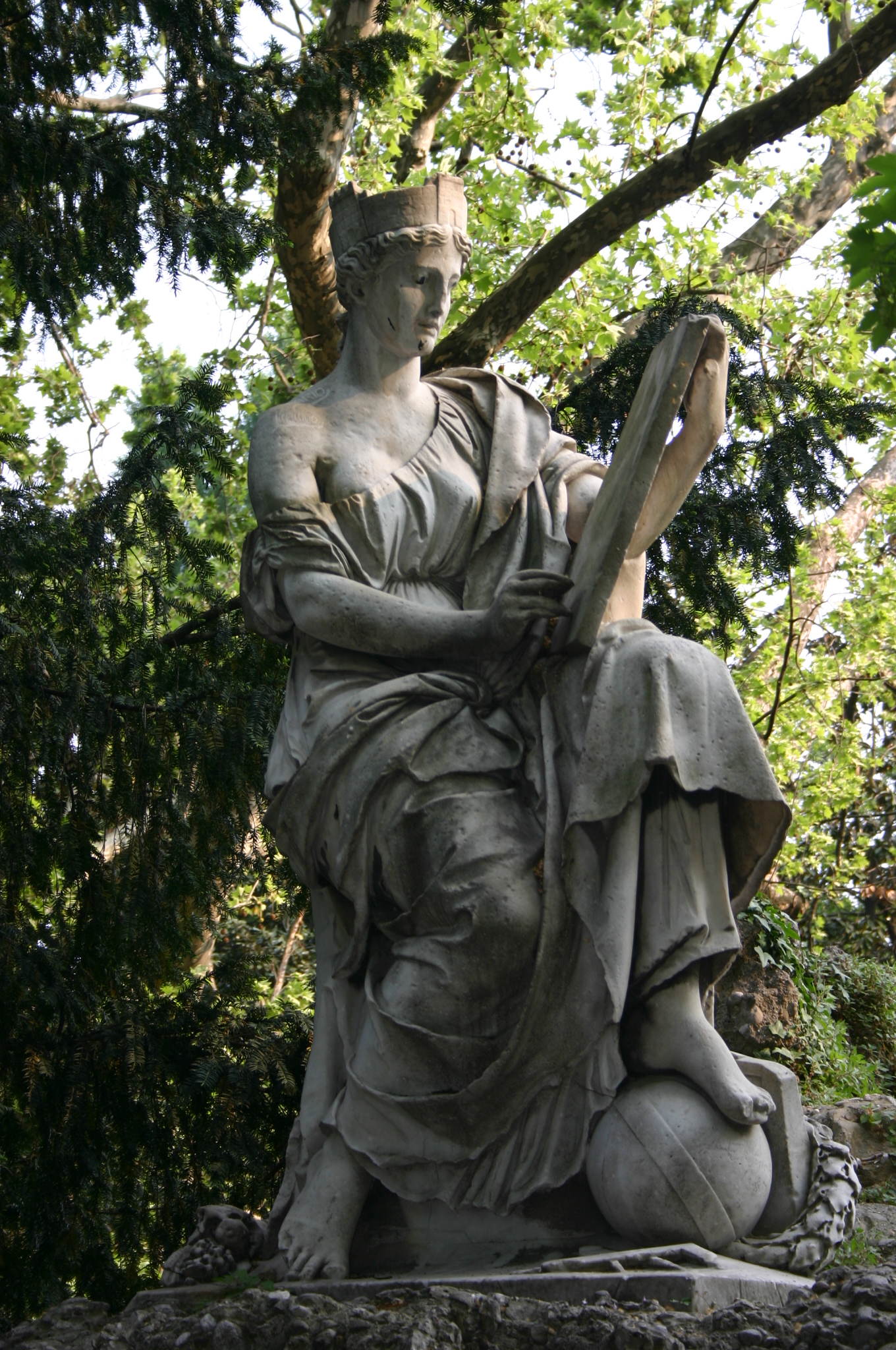

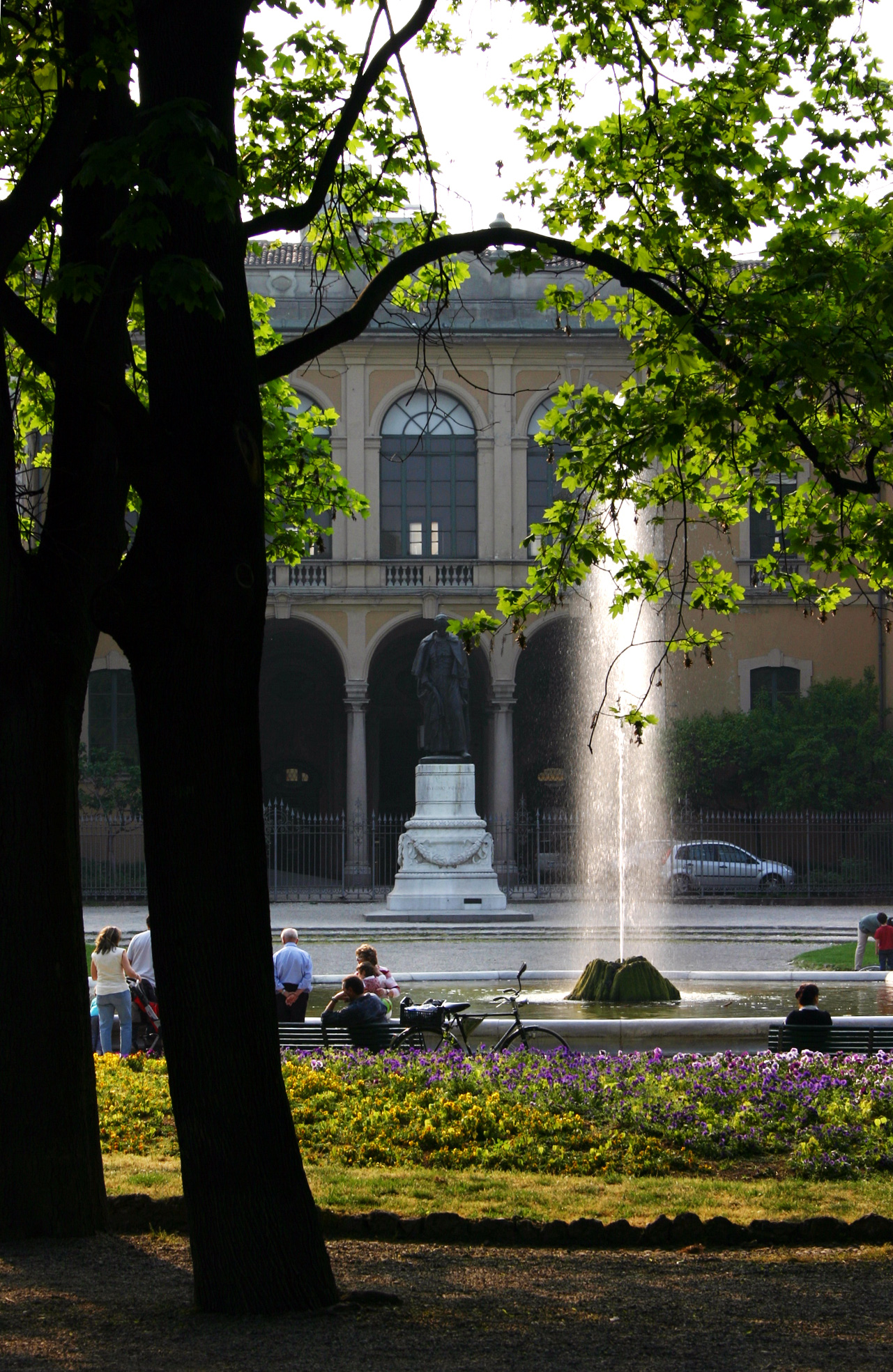

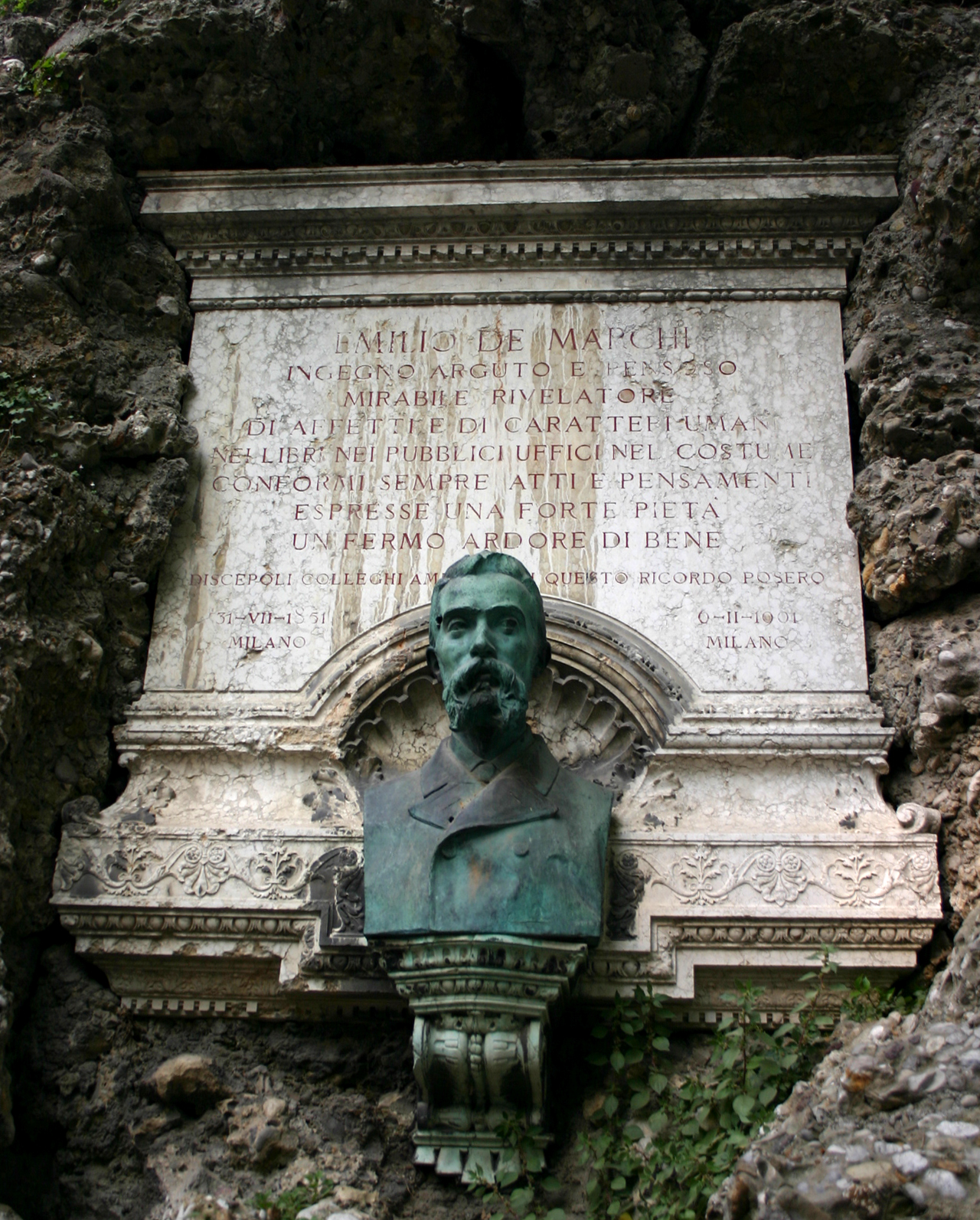
Монумент Еміліо Де Маркі

Громадські сади Індро Монтанеллі (Giardini Pubblici Indro Montanelli) — парк в Мілані (зона 1), розташований недалеко від Порта Венеція (Porta Venezia); у 2002 році перейменований на честь журналіста Індро Монтанеллі. Перший парк в Мілані, спеціально призначений для громадського відпочинку. Впродовж більше двох століть парк називали по-різному: Giardini Pubblici, сади Порта Венеція або просто Сади. Площа — 172 000 м². Дата відкриття — 1784 р.

## Історія
У другій половині XVIII століття ділянка, на якій зараз розташований парк, була досить занедбана; знаходилася на північній околиці міста, в межах іспанської стіни. Територія належала сім'ї Dugnani, які, розділивши її на городи, здавали їх в оренду. Тут проходить мережа струмків та каналів.
У 1780 році ерцгерцог Фердинанд Габсбурзький доручив архітекторові Giuseppe Piermarini перетворити цей район на громадський парк, приєднавши також територію двох сусідніх монастирів разом з їх садами. Роботи були виконані в період 1782 −1786 р. під керівництвом Giuseppe Crippa. 26 вересня 1786 Piermarini здійснює перевірку і затвердження всіх робіт. Матеріали, необхідні для виконання робіт, були звільнені від сплати мита, робітники були залучені серед осіб, засуджених до довічного ув'язнення. Проект в стилі французького саду з геометричними квітниками і алеями дещо нагадував парк Boschetti 1787—1788 р., сади по вул. Маріна (з липами, в'язами та каштанами). У північно-східному секторі парку, поблизу Porta Venezia є футбольне поле.
В 1856—1862 р. архітектором Giuseppe Balzaretto було реалізовано розширення парку на захід, до вул. Манін, зі створенням пагорбів, струмків та ставків, наслідуючи тогочасну моду на пейзажний парк по-англійськи. Робота була завершена вже після об'єднання Італії. У другій половині XIX століття поряд з Природознавчим музеєм з'являються вольєри та клітки з оленями, мавпами і жирафою; поступово кількість тварин зростала, цей сектор став міланським зоопарком (який в 1992 році було закрито на вимогу природоохоронних організацій).
Внаслідок проведення численних експозицій в період 1871 — 1881 р. з'явилася необхідність реставрації парку. Відновлення було спроектовано архітектором Emilio Alemagna (проектувальником Парку Семпіоне). У 1920 році тут відбулася перша виставка-продаж Fiera Campionaria, яка згодом була перенесена в Ро.

## Опис
Парк розташований в північно-східному секторі історичного центру міста. На півночі його оточують бастіони Порта Венеція (Porta Venezia), далі — за годинниковою стрілкою — корсо Венеція, вул. Палестро і вул. Манін.
Тут ростуть наступні види дерев: ялина, клен, Celtis australis, фальшивий кипарис, ліванський та гімалайський кедр, метасеквоя, бук, гінкго білоба, кінський каштан, Liquidambar, магнолія, в'яз, платан, слив, червоний дуб, софора, гледичія колюча, липа.
На території парку знаходиться міський Планетарій Ulrico Hoepli (Civico Planetario Ulrico Hoepli) та Природничий Музей
(Museo Civico di Storia Naturale). Тут є багато пам'ятників особистостям, у тому числі статуя Indro Montanelli (автор Vito Tongiani), на честь якого
було перейменовано парк у 2002 р.
Щоранку Індро Монтанеллі по дорозі до офісу Giornale (видання, яке він заснував) на мить зупинявся посидіти на лавці в парку, поблизу входу на площу Кавур і Palazzo della Stampa (офіс його газети). Саме там, на розі вул. Манін і площі Кавур, вранці 2 червня 1977 Монтанеллі був поранений червоними бригадами; на цьому місці стоїть його монумент.

## Години відкриття парку
- січень-лютий 6.30-20.00;
- березень-квітень 6.30-21.00;
- травень 6.30-22.00;
- червень-вересень 6.30-23.30;
- жовтень 6.30-21.00;
- листопад-грудень 6.30-20.00

## Галерея

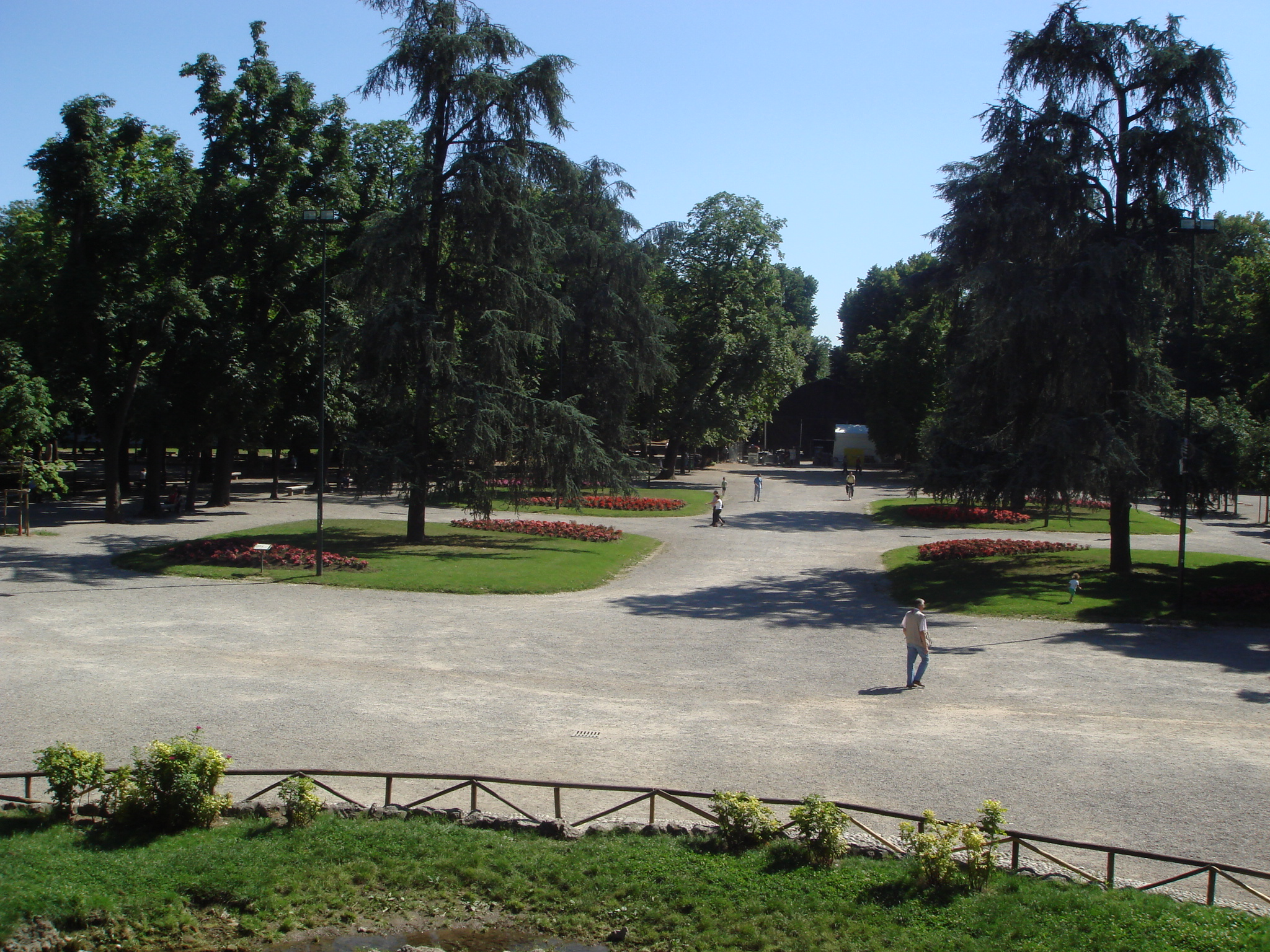
Парк Індро Монтанеллі
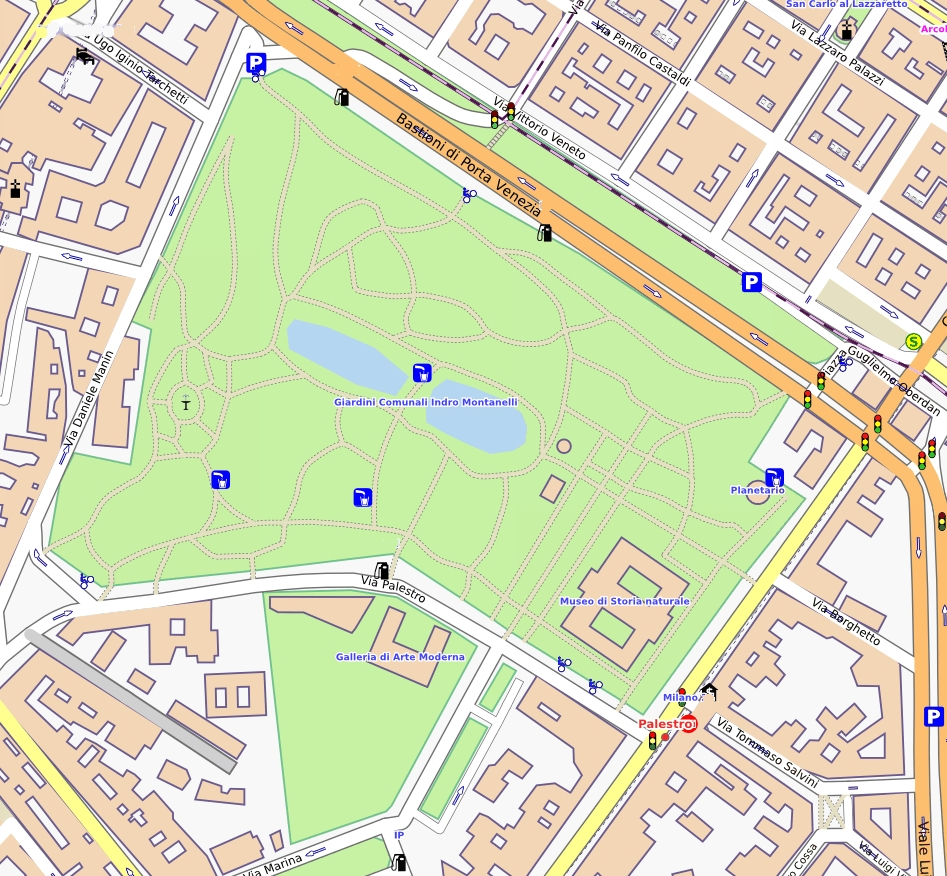
Сучасна мапа парку
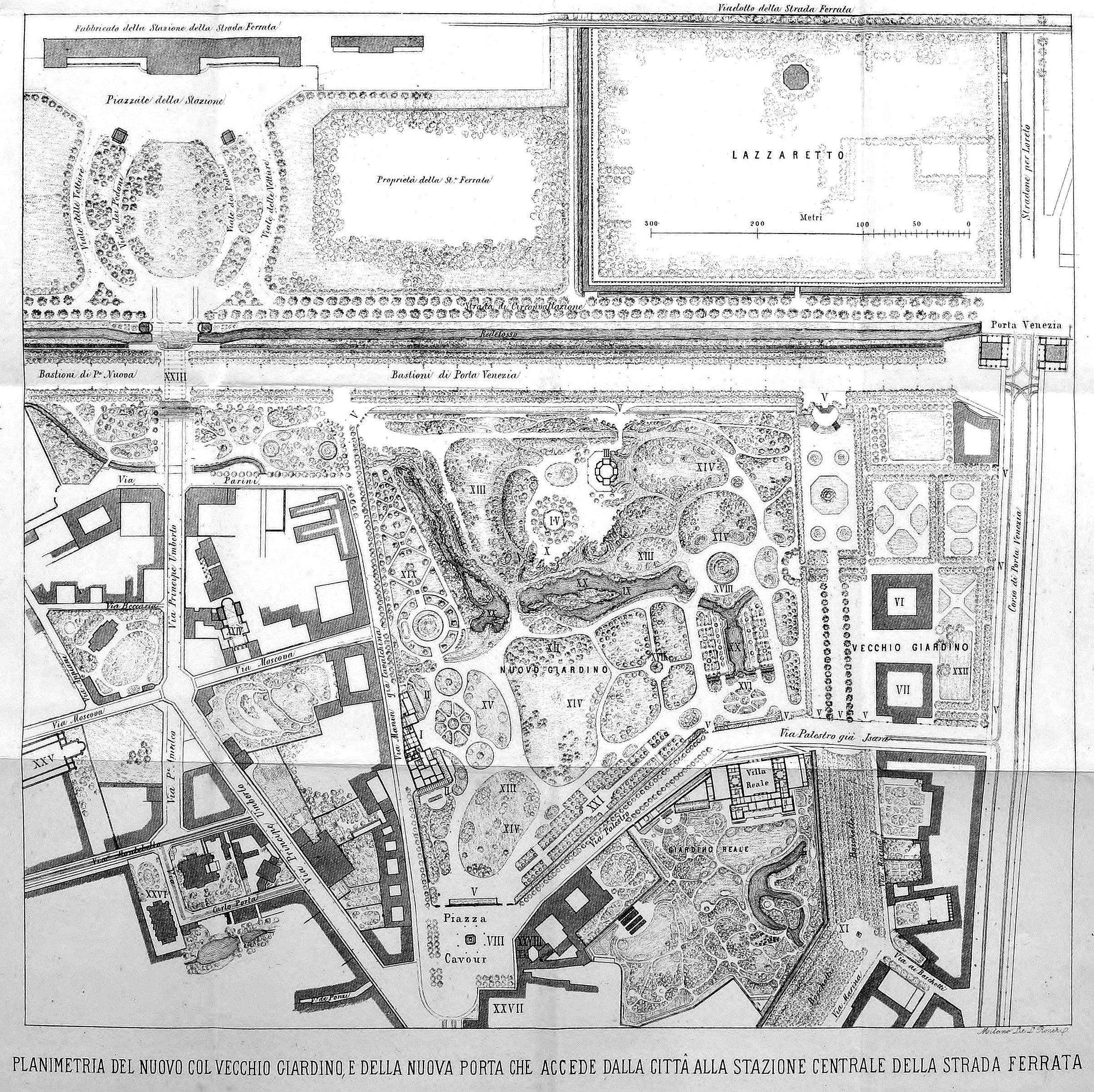
Карта 1869 р.; оригінальне розташування парку

## Лінки
- 3-D прогулянка по парку
- Парк у Вікімапії
- Мілан і туризм
- Центр міста
- офіційний сайт комуни (міської ради) Мілану